# Pauline Perry
Pour les articles homonymes, voir Perry.
Pauline Perry, baronne Perry de Southwark (née Welch ; le 15 octobre 1931) est une éducatrice, universitaire, militante et femme politique conservatrice qui est membre de la Chambre des Lords britannique. En 1981, elle est inspecteur en chef des écoles en Angleterre. En 1986, elle est vice-chancelière de la South Bank Polytechnic et, au cours de sa transition vers une université, est la première femme de l'histoire à diriger une université britannique.

## Jeunesse
Perry fait ses études au Wolverhampton Girls' High School et au Girton College de Cambridge. En 1952, elle épouse George Perry, professeur à l'Université d'Oxford, et a trois fils et une fille (Christopher, Timothy, Simon et Hilary). Elle est enseignante et conférencière de philosophie, travaillant en Angleterre, au Canada et aux États-Unis.

## Carrière
En 1970, Perry rejoint l'Inspection du ministère de l'Éducation et des Sciences et est nommée inspecteur en chef des écoles en 1981. En 1986, elle est vice-chancelière de l'école polytechnique de South Bank et, au cours de sa transition vers une université, devient la première femme de l'histoire à diriger une université britannique. Elle occupe d'autres postes dans l'enseignement supérieur, notamment celui de pro-chancelier de l'Université de Surrey et celui de président du Lucy Cavendish College de Cambridge.
En 1986, elle collabore avec John Cassels et James Prior pour créer le Council for Industry and Higher Education (CIHE), qui devient ensuite le National Center for Universities and Business en 2013.
Elle est active dans la communauté de la cathédrale de Southwark et de l'Église d'Angleterre et dans la ville de Londres. Elle est nommée présidente du groupe d'examen examinant le fonctionnement de la Commission de nomination de la Couronne, l'organe qui nomme les évêques diocésains. Le rapport Perry « Working With The Spirit » est publié en mai 2001 et conduit à des procédures de sélection plus transparentes pour la nomination des évêques anglicans.
Perry reçoit la liberté de la ville de Londres en 1991. Elle est membre du Conseil de Nuffield sur la bioéthique (2003-05) et préside le groupe de travail sur l'éthique de la recherche impliquant des animaux. Elle est présidente de la Commission on Secondary Reorganization pour le Borough londonien de Hammersmith et Fulham, présidente de la Commission sur les académies et les écoles libres dans le quartier londonien de Wandsworth, coprésidente de la Commission des services publics des conservateurs, qui rend un rapport en 2007; et présidente du Conseil d'administration du Kaplan College and Law School, en 2013.

## Parlement britannique
Le 16 juillet 1991, elle est nommée pair à vie en tant que baronne Perry de Southwark, de Charlbury dans le comté d'Oxfordshire. Elle siège sur les bancs du Parti conservateur. Elle est nommée whip du parti conservateur chez les Lords en janvier 2011. Elle prend sa retraite des Lords le 26 mai 2016.